# Lepadella pontica
Lepadella pontica är en hjuldjursart som beskrevs av Althaus 1957. Lepadella pontica ingår i släktet Lepadella och familjen Lepadellidae. Inga underarter finns listade i Catalogue of Life.